# بولیر (ویرجینیای غربی)
بولیر (به انگلیسی: Bolair) یک منطقهٔ مسکونی در ایالات متحده آمریکا است که در شهرستان وبستر، ویرجینیای غربی واقع شده‌است.